# Route nationale 60 (Argentine)
Pour les articles homonymes, voir Route nationale 60.
La route nationale 60 en Argentine est une route internationale qui unit d'un côté la route nationale 9, aux environs de Jesús María, dans la province de Córdoba au centre du pays, et de l'autre côté le col Andin Paso de San Francisco (4 748 mètres) dans la province de Catamarca, puis continue au Chili par la route no 31.
Dans ce pays il faudra encore 269 kilomètres pour atteindre la ville de Copiapó, véritable objectif de la route.
La route nationale 60 est asphaltée sur tout son parcours. Sa longueur est de 794 kilomètres.
Suivant la vallée du río Abaucán sur presque tout son parcours, elle est une route touristique offrant de superbes paysages. Dans son dernier tronçon, avant la frontière chilienne, elle traverse une région hautement volcanique et permet d'approcher de nombreux volcans.

## Localités traversées
Les villes principales traversées sont les suivantes, d'est en ouest (les kilomètres se calculent au départ du kilomètre zéro à Buenos Aires) :

### Province de Córdoba
Parcours de 154 km (km 775 à 929).
- Département de Totoral.
- Département d'Ischilín : Sarmiento (km 780).
- Département de Tulumba.
- Département d'Ischilín : Deán Funes (km 824) et Quilino (km 851).
- Département de Tulumba : Lucio V. Mansilla (km 902).

### Province de Catamarca
Parcours de 232 km (km 929 à 1161).
- Département de La Paz.
- Département de Capayán : Chumbicha (km 1114).
- Département de Pomán.

### Province de La Rioja
Parcours de 92 km (km 1161 à 1253).
- Département d'Arauco : Villa Mazán (km 1176) et Aimogasta (km 1208-1210).
- Département de San Blas de los Sauces.

### Province de Catamarca
Parcours de 316 km (km 1253 à 1569).
- Département de Tinogasta : Copacabana (km 1302), Tinogasta (km 1321) et Fiambalá (km 1369).

## Galerie

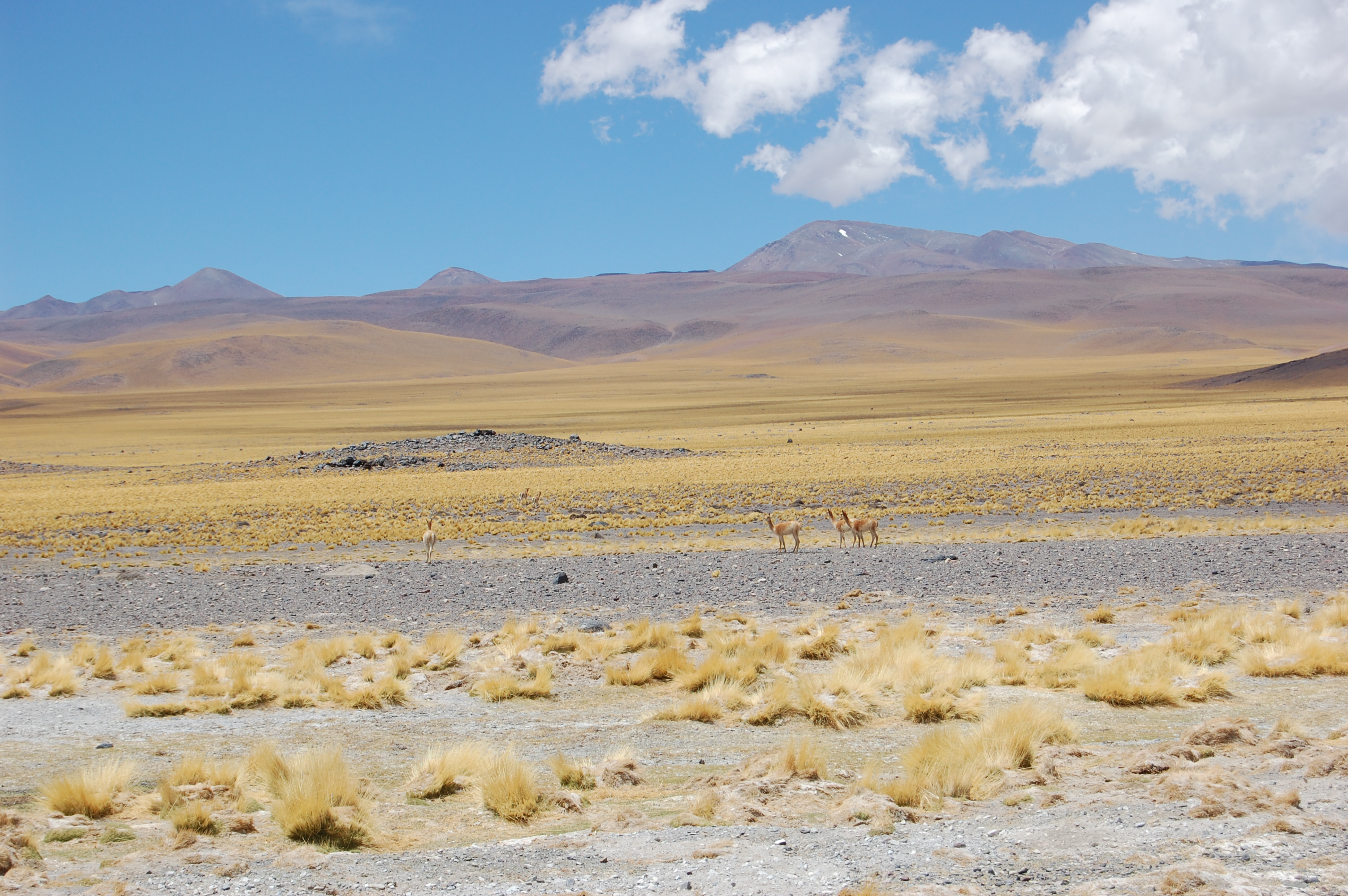
Paysage du Paso de San Francisco, entre Fiambalá et le Paso de San Francisco.
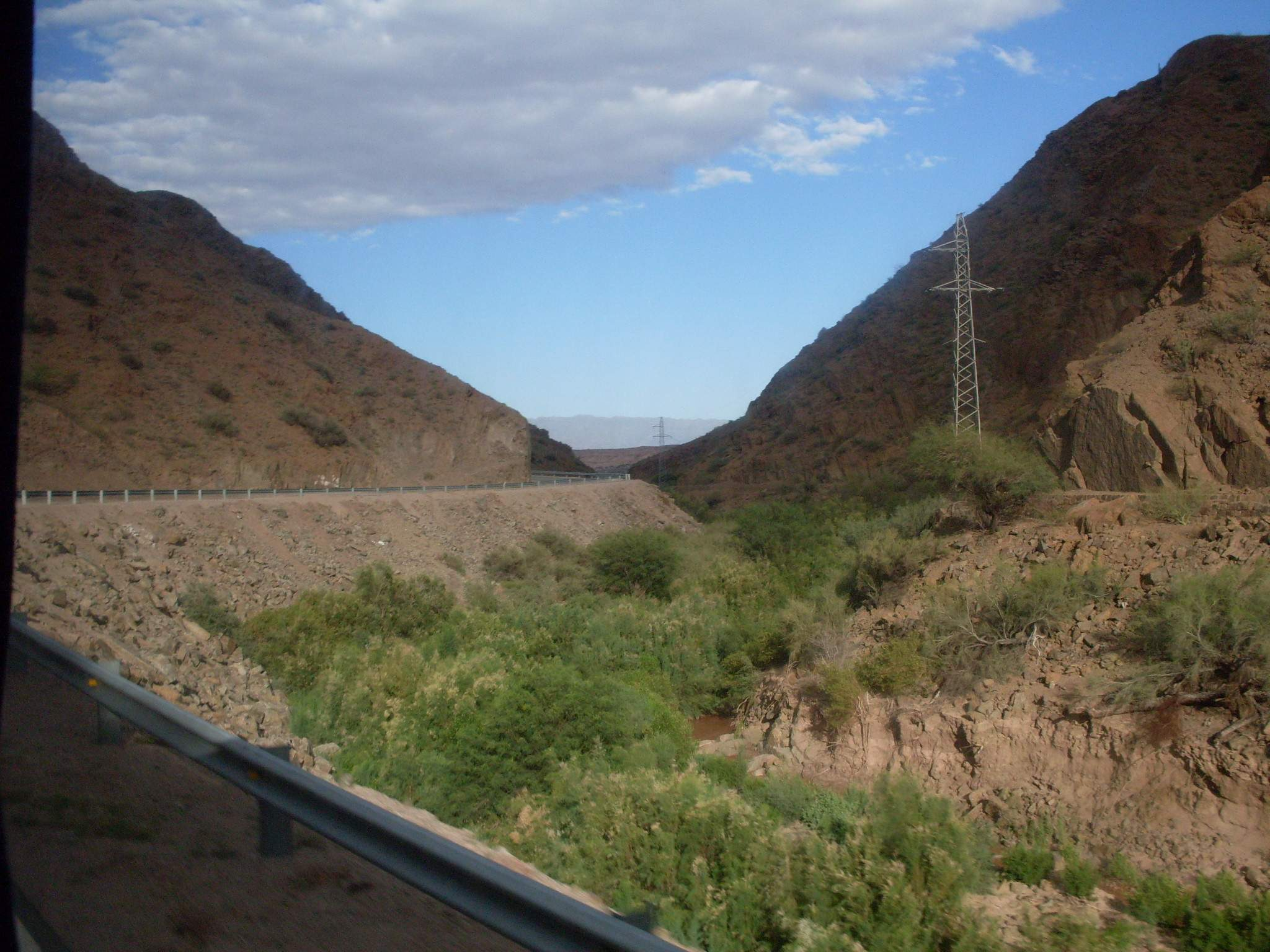
La RN 60 dans la Quebrada de la Cébila, cañon qui traverse la Sierra de Ambato. Dans le fond coule le río Abaucán.
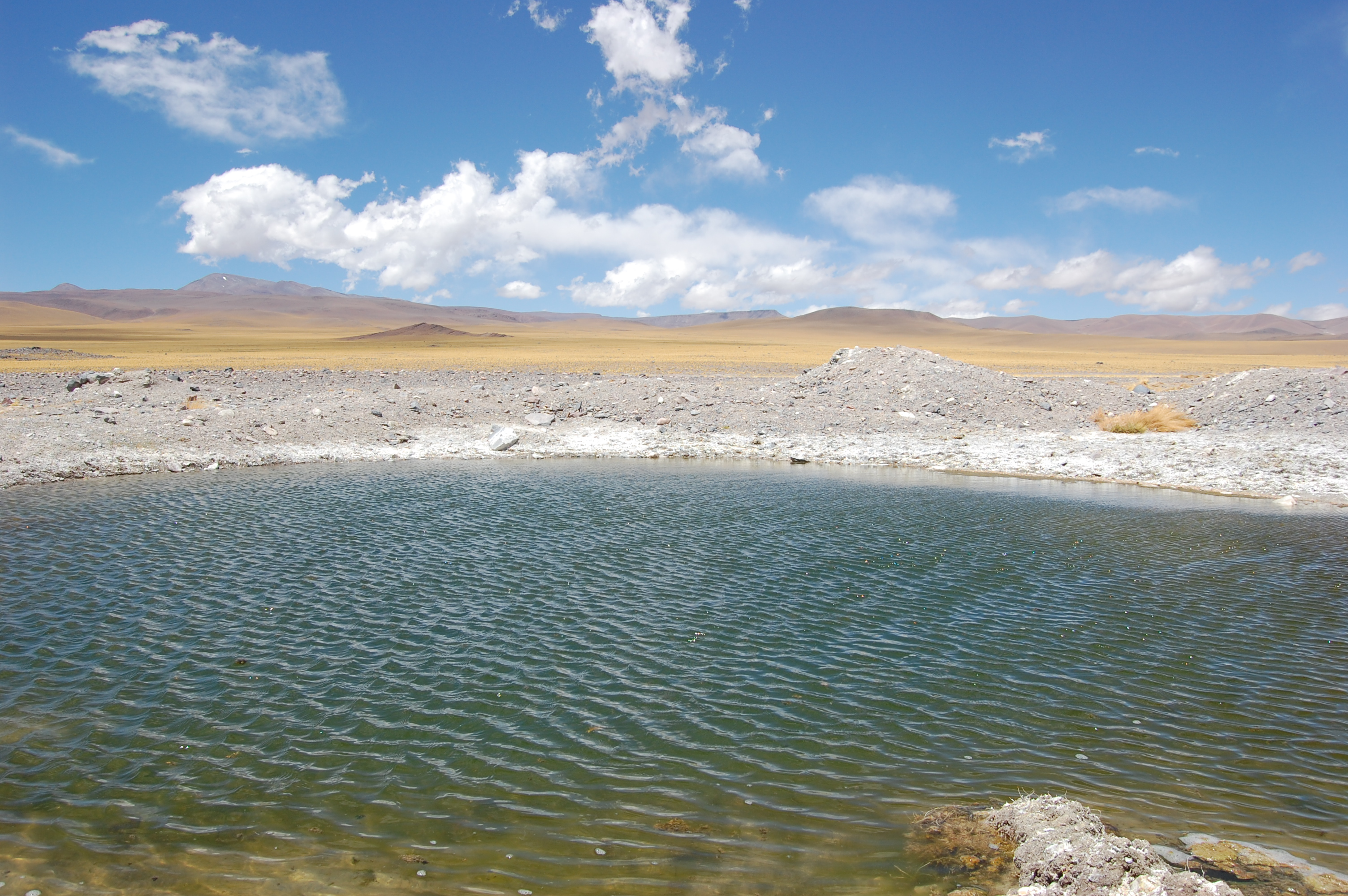
Une lagune aux environs du Paso de San Francisco.